# Príncipe dos Poetas Cearenses
O título de Príncipe dos Poetas Cearenses é uma condecoração que homenageia o melhor dentre os poetas vivos do Ceará. 

## Histórico
O título de Príncipe dos Poetas Cearenses surgiu com a ideia do jornalista Demócrito Rocha de laurear o melhor dentre os poetas vivos do Estado. 
Em 1925, o jornalista fundador de O Povo promoveu consultas na Revista Ceará Ilustrado, a fim de que fosse escolhido o vencedor. Concorreram nomes como Antônio Sales, Júlio Maciel, Cruz Filho e outros grandes poetas, porém, o escolhido fora o Padre Antônio Tomás. 
Após a morte deste grande sonetista, em 1941, o principado ficou vago, até que o antigo jornal Correio do Ceará organizou um outro certame em 1963, vencido por Cruz Filho. Com a morte deste, em 1974, tornou-se a estar vago o título, logo preenchido por Jáder de Carvalho. 
Finalmente, quando este faleceu, em 1985, fora escolhido o atual Príncipe, Artur Eduardo Benevides. Contribuíram para a eleição a Academia Cearense de Letras, a Academia Cearense da Língua Portuguesa, a Academia Cearense de Retórica, Academia Cearense de Farmácia, a Academia Sobralense de Estudos e Letras, Instituto do Ceará, a Ordem dos Advogados do Brasil, secção Ceará, o Instituto dos Advogados do Ceará, o Conselho Estadual de Cultura, o Grupo Clã, a Ala Feminina da Casa de Juvenal Galeno, a Associação Cearense de Imprensa, a União Brasileira de Trovadores, a Sociedade Amigas do Livro e o Núcleo de Literatura da UFC.

## Os Príncipes
- Padre Antônio Tomás (1925-1941)
- Cruz Filho (1963-1974)
- Jáder de Carvalho (1974-1985)
- Artur Eduardo Benevides (1985-2014)
- José Linhares Filho (2016)